# Richard Challoner
Richard Challoner (Lewes, 29 de septiembre de 1691 - Londres, 12 de enero de 1781) fue un prelado católico inglés del siglo XVIII.

## Biografía
Hijo de padre presbiteriano que lo dejó huérfano a temprana edad, su madre fue acogida por diversas familias católicas; Challoner creció como católico, y en 1704 fue enviado al Colegio Inglés de Douai, del que llegaría a ser profesor, seminario símbolo por antonomasia del catolicismo inglés en el exilio. Abrazó la carrera eclesiástica y retornó a su país en tarea misionera en 1730. Agudo polemista, una furibunda controversia con el teólogo anglicano Conyers Middleton en 1737, le forzó a abandonar el país, ante el riesgo de ser encausado penalmente en una Inglaterra donde todavía la fe católica estaba perseguida, aunque tales leyes no se aplicaran generalmente con severidad. En 1740, fue nombrado coadjutor del vicario apostólico de Londres, cargo que ocuparía desde 1758. Los disturbios anticatólicos de Gordon de junio de 1780, de los que escapó a una muerte segura por poco, dejaron la salud de Challoner definitivamente comprometida de manera fatal, falleciendo de una parálisis meses después. Fue enterrado en la parroquia de Milton, Berkshire (actual Oxfordshire) en la bóveda familiar de su amigo Bryant Barrett, pero en 1946 su cuerpo fue trasladado a la Capilla de San Gregorio y San Agustín en la Catedral de Westminster.
Se recuerda a Challoner no solo en su infatigable tarea de apologista y polemista, sino sobre todo por su revisión de la versión inglesa católica de la Biblia, conocida como Biblia Douay-Rheims, que se había realizado a finales del siglo XVI y comienzos del XVII, que Challoner modernizó en ortografía y lenguaje (The Rheims New Testament and the Douay Bible with annotations, Londres, 1749-1750). Fue asimismo escritor de obras de devoción (Meditations for every day in the year, 1753) y hagiográficas (Britannia Sancta, Londres, 1753).